# شاي الفقاعات
شاي الفقاعات (و يُعرف أيضًا بشاي الحليب اللؤلؤي أو شاي حليب البوبا) وهو مشروب تايواني مكونه الأساسي الشاي، واُبتكر في مدينة تاي شانغ في الثمانينات. وتحتوي معظم وصفات شاي الفقاعات على مزيج من الشاي و الفواكه أو الحليب، وغالبا تضاف إليه كرات التابيوكا القابلة للمضغ، أو فواكة هلامية. وتشير كملة «الفقاعات» إلى رغوة الشاي بعد رجّه، والذي يُسمى أيضا بـ«شاي بالرغوة». وهناك نوع آخر من المشروب وهو خليط الثلج مع فاكهة أو شراب محلى الذي يجعل تماسكه مثل الكريمة.
و لمشروب الفقاعات أصناف مختلفة وعديدة، ويمكن إضافة أنواع كثيرة من المكونات. ويعد مشروب الشاي بالحليب مع التابيوكا وشاي أخضر بالحليب مع التابيوكا من أشهر مشروبات شاي الفقاعات.

## الوصف

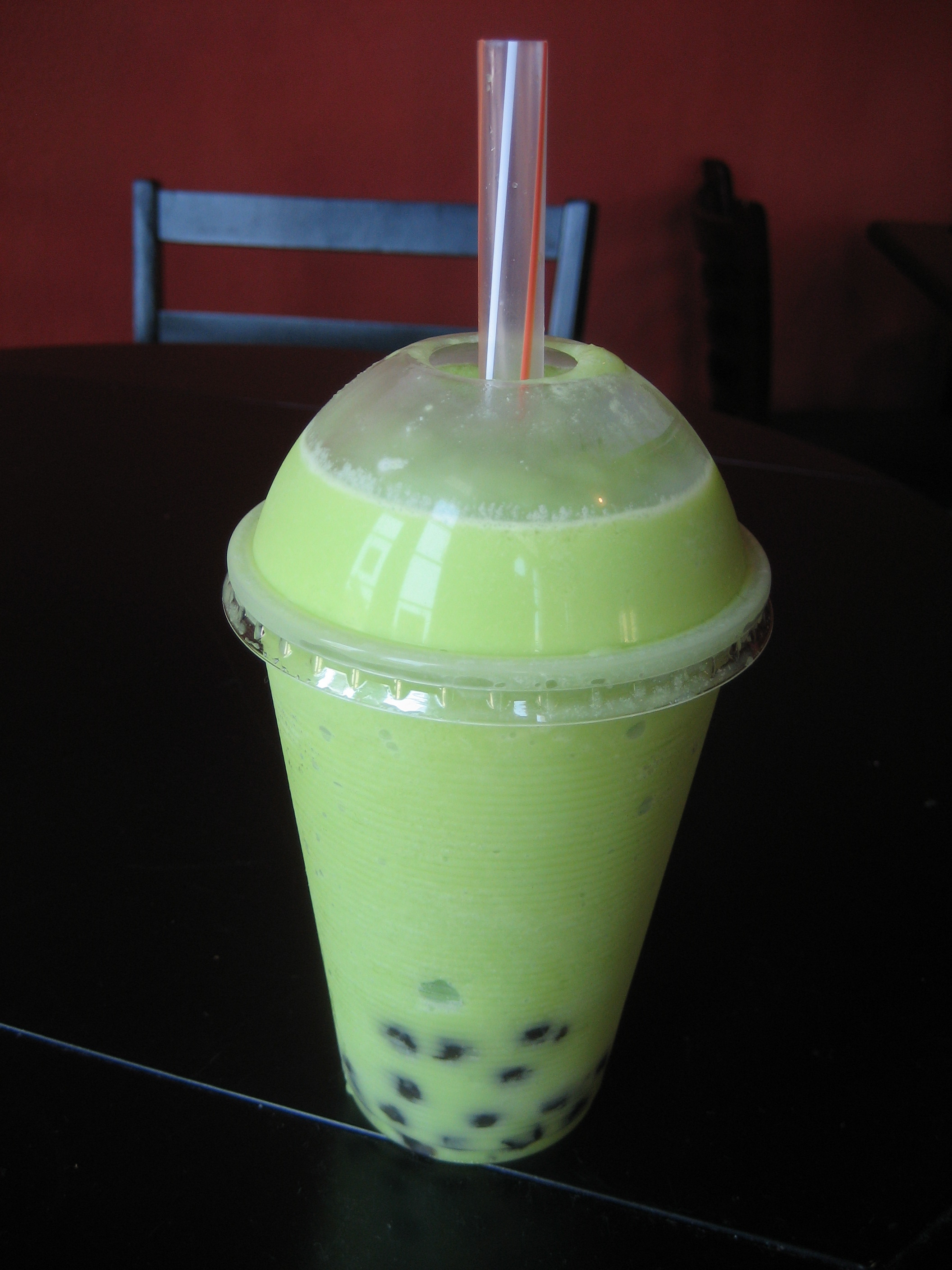
Honeydew-flavored bubble tea

يوجد نوعان مختلفان لشاي الفقاعات، وهما: الشاي بنكهة الفاكهة والشاي بالحليب. إلا أن هناك بعض المحلات تقدم مشروب 'شاي بالحليب بنكهة الفاكهة'. تحتوي معظم مشروبات الشاي بالحليب على حليب قشدي مجفف سواء كان ملبن أو غير ملبن، ولكن بعض المحلات تقدم حليبًا طازجًا أيضًا كبديل. وثمة أصناف أخرى: مشروب السموذي الذي يحتوي على فواكة مجروشة 100% مع قطع التابيوكا اللؤلؤية، ومخفوق الآيس كريم الذي تم إعداده من مصادر الآيس كريم المحلية. ويبيع العديد من بائعي شاي الفقاعات 'مشروبات سموذي الحليب' التي قد تكون شبيهة بشاي الفقاعات، لكنها لا تحتوي على أي مكون من مكونات الشاي. وتوفر بعض المقاهي الصغيرة بدائل التحلية، مثل: العسل والصبار، وستيفيا، والأسبارتام، بناء على طلب الزبون الخاص.
و يتكون أقدم شاي فقاعات معروف من خليط من الشاي التايواني الأسود الساخن، وقطع التابيوكا اللؤلؤية الصغيرة، وحليب مكثف، وشراب محلى أو عسل. وتم ابتكار العديد من الأنواع المختلفة، والأكثر شيوعًا هو الذي يتم تقديمه باردا بدلا من أن يكون ساخنا. وكثيرا ما يتم استبدال نوع الشاي. فأول مشروب فقاعات كان بالشاي الأخضر الذي يحتوي على منقوع الياسمين بدلا من الشاي الأسود. وسرعان ما تم استخدام قطع التابيوكا اللؤلؤية الكبيرة بدلا من القطع الصغيرة. وظهرت نكهات الخوخ والبرقوق، ومن بعدها تم إضافة المزيد من نكهات الفاكهة لدرجة أن بعض المشروبات لا تحتوي على الشاي إطلاقا بسبب الفواكة المضافة. وتحتوي مشروبات هذا النوع أحيانا على قطع لؤلؤية ملونة (أو 'مكعبات الهلام')، ويتم اختيار اللون على حسب لون عصير الفاكهة المستخدم. ويمكن إضافة النكهات من عصير الفاكهة، أو اللب، أو شراب المحلى، أو مسحوق الفاكهة إلى الشاي الأسود أو الأخضر الساخن، والتي يتم بعد ذلك خفقها بآلة تخفق الكوكتيل، أو خلطها مع ثلج بالخلاطة. وتضاف قطع التابيوكا اللؤلؤية المطبوخة وغيرها من المخاليط (مثل مستخرج الفانيليا، والعسل، وشراب المحلى، والسكر) في النهاية.
و اليوم قد يجد الشخص متاجر تقدم مشروب شاي الفقاعات فقط، على غرار بارات العصائر في بداية التسعينات. وتستخدم بعض المقاهي أغطية بلاستيكية على شكل قبة، بينما بارات شاي الفقاعات تقدم المشروبات باستخدام آلة تختم الجزء العلوي من الكأس مع السيلوفان البلاستيكي. فالطريقة التي تستخدم الآلة تقوم بخفق الشاي داخل كأس التقديم بدون أي أثار سكب المشروب، وبعد ذلك يصبح جاهزًا للشرب. ومن ثم يتم خرم السيلوفان بشفاط كبير جدًا بحيث يسمح للقطع اللؤلؤية بالمرور من خلاله. واليوم، في تايوان، من الشائع أن يشير الناس إلى المشروب بـ«شاي الحليب اللؤلؤي». فمصطلح «شاي الحليب اللؤلؤي» يستخدمه متحدثي اللغة الإنجليزية، ومتحدثي الصينية والتايوانية الذين يعيشون في الخارج، ولكن عادة ما يطلق عليه بـ«شاي الفقاعات» و«شاي البوبا» من قبل متحدثي الإنجليزية، إلا أن مصطلح «شاي الحليب اللؤلؤي» أكثر شيوعًا في الأماكن ذات تأثير صيني أقل.

## الأنواع
قد يحتوي كل مكون من مكونات شاي الفقاعات على عدة أنواع مختلفة وذلك بناءًا على متجر الشاي. وعادةً تشكل الأنواع المختلفة من الشاي الأسود، أو الشاي الأخضر، أو حتى القهوة الأساس لهذا المشروب. والأولونغ وشاي إيرل غراي من أكثر أنواع الشاي الأسود شيوعًا، بينما الشاي الأخضر بالياسمين يعد مشروبًا أساسيًا في أغلب متاجر الشاي. وثمة نوع آخر وهو «يوانيانغ» (سمي باسم بط الماندرين) وأصله من هونغ كونغ ويتكون نصفه من الشاي الأسود والنصف الآخر من القهوة. ويضيف بعض الأشخاص حليبًا إلى هذا المشروب. وفي بعض الأحيان تتوفر مشروبات الشاي الخالية من الكافيين إذا كان بيت الشاي يقوم بتخمير أساس الشاي فور قطفه.
و إضافة الحليب يكون على حسب الرغبة، لكن العديد من المتاجر تستخدمه. وبعض المقاهي تستخدم حليب قشدي غير ملبن بدلا من الحليب العادي؛ لأن العديد من الشرق أسيويين لديهم حساسية من «اللاكتوز»، وأيضًا بسبب رخص سعره، وسهولة تخزينه واستخدامه مقارنة بالحليب القابل للفساد. وفي الدول الغربية، يتوفر حليب الصويا بكثرة للأشخاص الذين لا يتناولون منتجات الألبان. وهذا قد يغير من نكهة المشروب وقوامه.
و يمكن إضافة نكهات مختلفة لشاي الفقاعات. فبعض نكهات الفاكهة التي تتوفر بكثرة تشمل الفراولة والتفاح الأخضر وثمرة زهرة الآلام والمانغا والليمون والأناناس والشمام والبطيخ والعنب والخوخ والليتشي وكوز العسل والموز والأفوكادو وجوز الهند والكيوي والجاكية. وتشمل النكهات (غير الفواكه) المشهورة الأخرى القلقاس والمهلبية والشوكولاتة والقهوة والموكا والشعير والسمسم واللوز والزنجبيل والورد والكراميل والبنفسج والشاي التايلندي. وتتوفر بعض نكهات الفواكة الحامضة فقط في شاي الفقاعات الذي لا يحتوي على حليب؛ لأن الحموضة قد تخثر الحليب.
و قد تشمل أصناف شاي الفقاعات الأخرى مشروبات مخلوطة. والعديد من المتاجر في الولايات المتحدة توفر قائمة من الخيارات للاختيار من بينها. وقد تضيف بعضها مشروبات مخلوطة بالقهوة أو حتى مشروبات السموذي.
و الكرات الموجودة في شاي الفقاعات الشهيرة هي كرات التابيوكا (البوبا) القابلة للمضغ، لكن يمكن إضافة أنواع أخرى كثيرة تعطي قوام مماثل. وتشبه نكهة القطع اللؤلؤية الخضراء نكهة الشاي الأخضر وهي تعتبر قطع قابلة للمضغ أكثر من كرات التابيوكا التقليدية. كما يُستخدم الهلام كمكعبات صغيرة، أو يُشكل على شكل نجوم أو على شكل شرائح مستطيلة، وله نكهات مثل هلام جوز الهند والكونجاك والليتشي والعشب والمانجو والشاي الأخضر، وهذه النكهات غالبا ما تتوفر في بعض المحلات. ويتميز قوام مشروب قوس قزح -خليط الفواكة مع الكونجاك- بأنه هش نوعا ما. ويعطي كلا من «معجون اللوبياء المقرنة» أو «بقلة الماش» والإضافات على حلويات الثلج المجروش التايوانية نهكة حاذقة للمشروبات، بالإضافة إلى القوام. وكذلك يمكن ايجاد الألوة ومهلبية الكاسترد والساغو وكرات القلقاس في أغلب محلات الشاي.
و نظرا لشهرته، فإن تقديم حزمة واحدة من الشاي الأسود (مع حليب مجفف وسكر) يكون متوفرا كـ«شاي حليب البوبا سريع التحضير» في بعض الأماكن.
كما سيتم تقديم مقاهي شاي الفقاعات مشروبات خالية من القهوة أو الشاي بشكل منتظم. وأساس هذه المشروبات هي النكهة المخلوطة مع الثلج، والتي كثيرا ما تسمى بـ الفقاعات الثلجية. وجميع المكونات المخلوطة المضافة في شاي الفقاعات يمكن إضافتها إلى هذه المشروبات. والعيب الوحيد في المشروب المثلج هو برودته؛ حيث من الممكن أن يجعل كرات التابيوكا قاسية مما قد يصعب مضغها أو مرورها عبر الشفاط. لمنع هذا الشي من الحدوث، يجب أن تُستهلك هذه المشروبات بشكل أسرع من مشروبات شاي الفقاعات.
و أحيانا يُستخدم «ناتا دي كوكو» في مشروب شاي الفقاعات كبديل صحي لنشاء التابيوكا. فـ الناتا دي كوكو غني بالألياف المغذية والصحية ويحتوي على قليل من الدسم والكوليسترول. كما أنه يُقطع على شكل شرائح رفيعة حتى يسهل مرورها عبر الشفاط.

## التاريخ

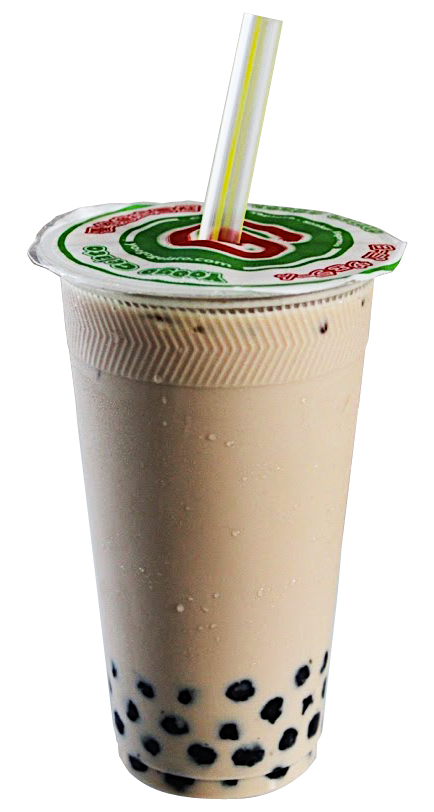
شاي فقاعات بنكهة شاي بالحليب

أكثر قصة معتمدة عن ابتكار شاي الفقاعات هي قصة «بيت شاي تشون شوي تانغ» في تاي شانغ، تايوان. وقد قام مؤسس بيت الشاي «ليو هان-تشيه» بمراقبة طريقة اليابانيين في تقديم القهوة الباردة عندما زارها في الثمانينات، ومن ثم قام بتطبيق هذه الطريقة للشاي. وقد تم إنشاء العديد من التسلسلات والأسلوب الجديد في تقديم الشاي المدفوع من عمل المؤسس. وهذا التطور هو الحجر الأساسي لانتشار شاي الفقاعات السريع. والمُبتَكِر الأساسي لمشروب شاي الفقاعات هو «لين شوي هوي»، مدير تنمية إنتاجية بيت الشاي، الذي قام بسكب مهلبية محلاة مع كرات التابيوكا إلى مشروب الشاي المثلج خلال اجتماع عُقد في عام 1988 م. وكان المشروب يُقدم بشكل جيد من قبل الأشخاص في الاجتماع، مما أدى إلى إضافته في قائمة المشروبات. وأصبح من بعده من أكثر المشروبات مبيعا.
والمكان الأصلي الآخر لهذا المشروب هو «هانلين لبيت الشاي» في ناينان، تايوان، الذي يملكه «تو تسونغ-هي». وهذا الشخص قد صنع شايًا باستخدام التابيوكا البيضاء التي تشبه الدرر، لإنتاج مشروب يسمى بـ«الشاي اللؤلؤي». وبعد فترة قصيرة، قام هانلين بتغيير لون كرات التابيوكا البيضاء إلى اللون الأسود المتعارف عليه اليوم. واشتهر المشروب في معظم مناطق شرق وجنوب شرق أسيا في فترة التسعينات. ومن أشهر المحلات المتسلسلة التي تبيع مشروبات شاي البوبا هي «قونغ تشا»، و«شيرتي»، و«كوكو». ويُقدم المشروب بشكل جيد من قبل المستهلكين العالميين من كندا والولايات المتحدة الأمريكية، وتحديدا حول المناطق التي يسكنها الآسيويون بنسبة كبيرة.

## الأصناف
- «الشاي الأحمر بالرغوة». وهو المشروب الذي يحمل الاسم الحرفي لـ«شاي الفقاعات»، إلا أن الاسم الإنجليزي له (foam tea) لا يُستخدم كثيرًا في أسيا. ونتيجة لذلك، في الدول الآسيوية غير الناطقة باللغة الصينية، عادة يتم استخدام اسم 'شاي الفقاعات' للإشارة إلى هذا المشروب.[6] وهذا النوع من الشاي لا يحتوي على التابيوكا. ولإعداد هذا المشروب، يقوم الباعة بخلط شاي ساخن أو دافيء (في هذه الحالة، استخدام الشاي الأسود) مع مكعبات الثلج وشراب محلى أو سكر داخل آلة تقوم بخلط الكوكتيل. وبعد ذلك يتم خفقه باليد أو عن طريق آلة قبل أن يُقدم. والنتيجة النهائية للشاي أن يكون مغطى بطبقة من الرغوة لإضافة نكهة رغوية خفيفة للشاي.
- «شاي الحليب بالرغوة». وهو أحد الأنواع الذي يتم إعداده بنفس طريقة إعداد «الشاي الأحمر بالرغوة»، حيث يتم خفقه بشكل جيد قبل التقديم.
- «شاي بالحليب اللؤلؤي»، أو عادة ما يشار إليه بشاي الفقاعات من قبل أغلب متحدثي اللغة الإنجليزية ومن متحدثي الصينية الذين يعيشون في الخارج.[5]
- «شاي الفقاعات بالحليب»، وأيضا يشار إليه عادة بشاي البوبا من قبل متحدثي الإنجليزية ومن الأمريكيين الآسيويين.[5]
- «شاي أسود بالحليب اللؤلؤي»
- «شاي بالحليب» (أقل شهرة)